# Pamiętniki wampirów (seria 2)
Druga seria serialu telewizyjnego dla młodzieży pod tytułem Pamiętniki wampirów, po raz pierwszy emitowana na stacji The CW od 9 września 2010 do 12 maja 2011. Seria zawiera 22 odcinki.

## Fabuła
W drugim sezonie akcja skupia się na Katherine Pierce, która wraca do miasteczka aby znaleźć kamień księżycowy i oddać go Klausowi wraz z Eleną w zamian za swoją wolność. W trakcie sezonu Tyler dowiaduje się o rodzinnej klątwie, którą aktywuje przez co staje się wilkołakiem. W końcówce sezonu poznajemy Klausa który chce zabić Elenę aby stać się Hybrydą. Akcja kończy się gdy Klaus przemienia się przez co ginie Jenna, lecz Elena zostaje uratowana.

## Obsada

### Główna
- Nina Dobrev jako Elena Gilbert (22 odcinki) oraz Katherine Pierce (18 odcinków)
- Paul Wesley jako Stefan Salvatore (22 odcinki)
- Ian Somerhalder jako Damon Salvatore (22 odcinki)
- Steven R. McQueen jako Jeremy Gilbert (17 odcinków)
- Sara Canning jako Jenna Sommers (15 odcinków)
- Katerina Graham jako Bonnie Bennett (17 odcinków)
- Candice Accola jako Caroline Forbes (20 odcinków)
- Zach Roerig jako Matt Donovan (15 odcinków)
- Michael Trevino jako Tyler Lockwood (15 odcinków)
- Matt Davis jako Alaric Saltzman (17 odcinków)

### Drugoplanowa
- Marquerite MacIntyre – szeryf Elizabeth „Liz” Forbes
- Susan Walters – Carol Lockwood
- Malese Jow – Annabell „Anna”
- David Anders – Johnathan „John” Gilbert
- Mia Kirshner – Isobel Flemming
- Joseph Morgan – Niklaus Mikaelson
- Daniel Gillies – Elijah Mikaelson
- Taylor Kinney – Mason Lockwood
- Lauren Cohan – Rosemarie „Rose”
- Bryton James – Luka Martin
- Randy J. Goodwin – Jonas Martin
- Michaela McManus – Jules
- Dawn Olivieri – Andie Star

## Przegląd sezonu
| Seria | Seria | Odcinki | Emisja w USA    | Emisja w USA | Emisja w Polsce  | Emisja w Polsce | Wydania DVD i Blu-ray   | Wydania DVD i Blu-ray      | Wydania DVD i Blu-ray | Wydania DVD i Blu-ray |
| Seria | Seria | Odcinki | Premiera        | Finał        | Premiera         | Finał           | Region 1                | Region 2                   | Region 4              | Polska                |
| Seria | Seria | Odcinki | Premiera        | Finał        | Premiera         | Finał           | Region A (USA i Kanada) | Region B (Wielka Brytania) | Region B (Australia)  | Polska                |
| ----- | ----- | ------- | --------------- | ------------ | ---------------- | --------------- | ----------------------- | -------------------------- | --------------------- | --------------------- |
|       | 2     | 22      | 9 września 2010 | 12 maja 2011 | 1 listopada 2010 | 13 czerwca 2011 | 30 sierpnia 2011        | 22 sierpnia 2011           | 7 września 2011       | 21 września 2012      |

## Spis odcinków
| N/o | #  | Tytuł                    | Polski tytuł           | Reżyseria        | Scenariusz                               | Premiera (The CW)    | Premiera w Polsce                                 |
| --- | -- | ------------------------ | ---------------------- | ---------------- | ---------------------------------------- | -------------------- | ------------------------------------------------- |
| 23 | 1  | The Return               | Powrót                 | J. Miller Tobin  | Kevin Williamson, Julie Plec             | 9 września 2010      | 1 listopada 2010 (nFilm) 12 marca 2012 (TVN7)     |
| Tej samej nocy co w zeszłym finale sezonu, Elena przyjeżdża do domu by odkryć koszmar jakim jest los wujka Johna oraz Jeremy’ego. W szpitalu, Szeryf Forbes jest pocieszana przez Matta, Bonnie i Damona podczas oczekiwania na wieści odnośnie do tego czy Caroline przeżyje wypadek samochodowy. Po mylącej rozmowie z Eleną na temat wydarzeń z ostatniej nocy, Damon jest pierwszy, który zdaje sobie sprawę, że Katherine powróciła. Przybycie Katherine wysyła Stefana i Damona na ścieżkę by dowiedzieć się czego ona chce, dlaczego wróciła i jak dużym zagrożeniem jest dla ludzi, których kochają. Tymczasem nadal podnosząc się po śmierci ojca, Tyler jest zaskoczony kiedy jego uroczny i tajemniczy wuj, Mason Lockwood, przybywa do rodziny. |    |                          |                        |                  |                                          |                      |                                                   |
| 24 | 2  | Brave New World          | Nowy wspaniały świat   | John Dahl        | Brian Young                              | 16 września 2010     | 8 listopada 2010 (nFilm) 19 marca 2012 (TVN7)     |
| Gdy zdezorientowana i zrozpaczona Caroline opuszcza szpital i dołącza do przyjaciół na Karnawale Mystic Falls, Damon chce od razu zacząć działać. Stefan i Elena stają jednak w obronie przyjaciółki. Matt nie może pojąć zachowania Caroline, ale nadal stara się jej powiedzieć o swoich uczuciach do niej. Damon ma podejrzenia co do wuja Masona i wykorzystuje wybuchowy temperament Tylera by wydobyć od Masona jego sekret. Wstrząśnięta wszystkim co się wokół niej dzieje, Bonnie wyładowuje swój gniew na Damonie. |    |                          |                        |                  |                                          |                      |                                                   |
| 25 | 3  | Bad Moon Rising          | Zły wpływ księżyca     | Patrick Norris   | Andrew Chambliss                         | 23 września 2010     | 15 listopada 2010 (nFilm) 26 marca 2012 (TVN7)    |
| Elena, Damon oraz Alaric udają się na wycieczkę na Uniwersytet Duke aby przeszukać wyniki badań Isobel nad zjawiskami paranormalnymi i folklorem. Pragną oni sprawdzić czy znajdują się tam wskazówki na temat tajemnicy otaczającej rodzinę Lockwoodów. Była uczennica Isobel – Vanessa – zgłasza się do roli ich przewodnika, by ostatecznie samej dowiedzieć się czegoś nowego. Stefan podczas swojego pobytu w lesie staje twarzą w twarz z nowym, przerażającym zagrożeniem. Tyler dokonuje szokującego odkrycia na temat Masona. W odcinku pojawią się również: Steve R. McQueen, Katerina Graham, Sara Canning i Zach Roerig. |    |                          |                        |                  |                                          |                      |                                                   |
| 26 | 4  | Memory Lane              | Dawnych wspomnień czar | Rod Hardy        | Caroline Dries                           | 30 września 2010     | 22 listopada 2010 (nFilm) 2 kwietnia 2012 (TVN7)  |
| Stefan chwyta się desperackich metody by poznać prawdziwy powód dla którego Katherine powróciła do Mystic Falls. Zaskakuje go gdy wyjawia mu ona nowe sekrety na temat tego, co naprawdę wydarzyło się w 1864. Damon próbuje nowej taktyki aby rozwiązać swoje problemy z Masonem, ale ta decyzja okazuje się go drogo kosztować. Tyler naciska na Masona by wyjawił mu prawdę na temat Lockwoodów. Ostatecznie Katherine stawia ultimatum, które pozostawia Stefanowi i Elenie niewiele możliwości. W odcinku pojawią się również Sara Canning, Matt Davis, Candice Accola i Zach Roerig. |    |                          |                        |                  |                                          |                      |                                                   |
| 27 | 5  | Kill or Be Killed        | Zabij albo zgiń        | Jeff Woolnough   | Mike Daniels                             | 7 października 2010  | 29 listopada 2010 (nFilm) 16 kwietnia 2012 (TVN7) |
| Mason wyjawia Tylerowi więcej informacji na temat klątwy rodziny Lockwoodów. Stefan i Damon kłócą się na temat tego jak poradzić sobie z Masonem. Elena stara się powstrzymać Jeremy’ego przed dalszym angażowaniem się w tajemnice otaczającą Lockwoodów, ale chłopak robi wszystko by spędzać czas z Tylerem. Mason ujawnia szeryf Forbes zaskakującą informację, która prowadzi do nocy przemocy, wyznania oraz złamanego serca. W odcinku pojawi się również Candice Accola (Caroline). |    |                          |                        |                  |                                          |                      |                                                   |
| 28 | 6  | Plan B                   | Plan B                 | John Behring     | Elizabeth Craft, Sarah Fain              | 21 października 2010 | 6 grudnia 2010 (nFilm) 23 kwietnia 2012 (TVN7)    |
| Pomimo starań Eleny by ochronić Jeremy’ego chłopak oferuje Damonowi i Alarikowi pomoc w radzeniu sobie z Katherine. Szeryf Forbes i Caroline spędzają kilka rzadkich dla nich chwil charakterystycznych dla matek i córek. Bonnie przez przypadek odkrywa nowe informacje na temat Masona i dzieli się nimi ze Stefanem. Sprawia to, że Damon przejmuje sprawy we własne ręce. W odcinku pojawią się również Sara Canning (Jenna) oraz Zach Roerig (Matt). |    |                          |                        |                  |                                          |                      |                                                   |
| 29 | 7  | Masquerade               | Bal przebierańców      | Charles Beeson   | Kevin Williamson, Julie Plec             | 28 października 2010 | 13 grudnia 2010 (nFilm) 30 kwietnia 2012 (TVN7)   |
| Stefan i Damon wspólnie tworzą nowy plan pokonania Katherine, który wcielą w życie podczas balu maskowego Lockwoodów. Katherine wzywa swoją starą przyjaciółkę Lucy, aby poszła z nią na ten bal. Bonnie, Jeremy i Alaric robią co tylko w ich mocy aby pomóc Stefanowi i Damonowi, ale Katherine zaplanowała niespodziankę, której nikt z nich nie mógł przewidzieć. Sprawy przybierają zły obrót kiedy Matt i Tyler zaczynają pić alkohol ze swoimi przyjaciółmi. |    |                          |                        |                  |                                          |                      |                                                   |
| 30 | 8  | Rose                     | Rose                   | Liz Friedlander  | Brian Young                              | 4 listopada 2010     | 20 grudnia 2010 (nFilm) 7 maja 2012 (TVN7)        |
| Stefan i Damon przybywają Elenie z pomocą, otrzymując przy tym nową, zaskakującą informację na temat ludzi, wampirów oraz wydarzeń, które miały miejsce w odległej przeszłości. Jeremy pomaga Bonnie po tym, jak czarownica rzuca ciężki oraz wyczerpujący czar. Caroline robi wszystko co w jej mocy by ułatwić sytuację Tylerowi. Stefan i Damon osiągają nowe porozumienie. |    |                          |                        |                  |                                          |                      |                                                   |
| 31 | 9  | Katerina                 | Katerina               | J. Miller Tobin  | Andrew Chambliss                         | 11 listopada 2010    | 27 grudnia 2010 (nFilm) 14 maja 2012 (TVN7)       |
| Elena stawia się w niebezpiecznym położeniu w momencie gdy poszukuje prawdy na temat przeszłości Katherine oraz tego, co może kryć jej własna przyszłość. Wiedząc, że Stefan nigdy nie wyraziłby zgody na wprowadzenie jej planu w życie Elena zmusza Caroline do milczenia. Damon wykorzystuje swojego nowego powiernika do pomocy przy próbie odkrycia mocy kamienia księżycowego oraz kryjącego się za nim celu. Jeremy i Bonnie poznają Lukę – nowego ucznia z zaskakującą historią rodzinną. |    |                          |                        |                  |                                          |                      |                                                   |
| 32 | 10 | The Sacrifice            | Ofiara                 | Ralph Hemecker   | Caroline Dries                           | 2 grudnia 2010       | 3 stycznia 2011 (nFilm) 21 maja 2012 (TVN7)       |
| Elena postanawia wziąć sprawy w swoje ręce i składa Rose kuszącą propozycję pomocy. Jednakże kiedy sprawy przybierają nieoczekiwany obrót, Rose żąda, aby Damon coś zrobił z planem, który Elena już wprowadziła w życie. Lekkomyślna próba Jeremy’ego, aby pomóc Bonnie odzyskać kamień księżycowy stawia go w położeniu kiedy jego życie jest zagrożone oraz zmusza Stefana, aby on też znalazł się w niebezpieczeństwie. Bonnie i Luka zbliżają się do siebie. Tyler pokazuje Caroline piwnicę Lockwoodów, w której ona odkrywa coś co napawa ich oboje przerażeniem. |    |                          |                        |                  |                                          |                      |                                                   |
| 33 | 11 | By the Light of the Moon | W Świetle Księżyca     | Elizabeth Allen  | Mike Daniels                             | 9 grudnia 2010       | 10 stycznia 2011 (nFilm) 28 maja 2012 (TVN7)      |
| W obliczu zbliżającej się pełni księżyca Caroline pomaga Tylerowi przygotować się na transformację, której nie jest zdolny powstrzymać. W momencie gdy Stefan i Katherine grają ze sobą w umysłowe gierki, Damon i Alaric są podejrzliwi z uwagi na pojawienie się w Mystic Falls nieznanej Jules. Dziewczyna poszukuje swojego zaginionego przyjaciela, Masona. Elena jest sfrustrowana z powodu tego jak daleko posunęli się jej przyjaciele oraz Jeremy w celu zapewnienia jej ochrony. Bonnie i Luca pracują razem nad zaklęciem, jednocześnie skrywając przed sobą sekrety. Ostatecznie Elijah niespodziewanie pojawia się z ofertą, która może wszystko odmienić.                                                                                     |    |                          |                        |                  |                                          |                      |                                                   |
| 34 | 12 | The Descent              | Zejście                | Marcos Siega     | Elizabeth Craft, Sarah Fain              | 27 stycznia 2011     | 4 kwietnia 2011 (nFilm) 4 czerwca 2012 (TVN7)     |
| Stefan ma swoje własne pomysły co do nowego planu Eleny dotyczącego przyszłości. Podczas gdy Damon stara się dowiedzieć prawdy od Jules i prosi Elenę, aby miała oko na Rose, sytuacja staje się nieoczekiwanie niebezpieczna. Caroline i Matt starają się być ze sobą szczerzy w kwestii tego co do siebie czują, a reakcja Tylera na wspaniałomyślność Caroline jest dla niej niespodzianką. Damon walczy ze sobą, aby ukryć swoje prawdziwe uczucia kiedy kryzys życia i śmierci uderza w niego mocniej niż tego oczekiwał. |    |                          |                        |                  |                                          |                      |                                                   |
| 35 | 13 | Daddy Issues             | Uraz do ojca           | Joshua Butler    | Kevin Williamson, Julie Plec             | 3 lutego 2011        | 11 kwietnia 2011 (nFilm) 11 czerwca 2012 (TVN7)   |
| Powrót Johnathana Gilberta do Mystic Falls okazuje się niemiłą niespodzianką dla Eleny, Jenny i Damona. Caroline daje znać Stefanowi o swojej rozmowie z Tylerem, a Stefan robi co tylko może, aby wyjść naprzeciw zdezorientowanemu i pełnemu rozterek Tylerowi. Jeremy pociesza Bonnie po jej wstrząsającej rozmowie z Jonasem… Kiedy Jules bierze zakładnika, sytuacja szybko przybiera formę pełnej przemocy konfrontacji. |    |                          |                        |                  |                                          |                      |                                                   |
| 36 | 14 | Crying Wolf              | Płaczący Wilk          | David Von Ancken | Brian Young                              | 10 lutego 2011       | 18 kwietnia 2011 (nFilm) 18 czerwca 2012 (TVN7)   |
| Stefan i Elena wyjeżdżają na coś, co mają nadzieję okaże się romantycznym weekendem do mieszczącego się nad jeziorem domu Gilbertów. Nie zdają sobie jednak sprawy z tego, że ktoś za nimi podążał. Jenna zaczyna się obawiać, że Alaric nie jest z nią szczery. Jules objaśnia Tylerowi znaczenie klątwy księżyca i słońca pomijając przy tym istotny szczegół. Damon bierze udział w herbatce zorganizowanej przez Towarzystwo Historyczne aby porozmawiać z Elijahem. Pierwotny nie zdradza jednak żadnych sekretów. Z pomocą Caroline i Jeremy’ego Bonnie podstępem wydobywa od Luki nową, szokującą informację. Ostatecznie Tyler dzieli się z Mattem radą na temat związków.                                                                          |    |                          |                        |                  |                                          |                      |                                                   |
| 37 | 15 | The Dinner Party         | Uroczysta kolacja      | Marcos Siega     | Andrew Chambliss                         | 17 lutego 2011       | 25 kwietnia 2011 (nFilm) 25 czerwca 2012 (TVN7)   |
| Stefan opowiada Elenie o mrocznych czasach w swojej historii oraz o zaskakującej osobie, której wpływ zmienił wszystko. Po wydobyciu z Luki prawdy, Jonas nie kryje się ze swoimi uczuciami w konfrontacji z Bonnie i Jeremym. Licząc na element zaskoczenia Damon organizuje uroczystą kolację dla Elijaha z Jenną, Alarikiem oraz Andie. Informacja z ostatniej chwili całkowicie burzy jednak jego plan. |    |                          |                        |                  |                                          |                      |                                                   |
| 38 | 16 | The House Guest          | Gość domu              | Michael Katleman | Caroline Dries                           | 24 lutego 2011       | 2 maja 2011 (nFilm) 2 lipca 2012 (TVN7)           |
| Umysłowe gierki Katherine działają wszystkim na nerwy, ale Damon, Stefan i Elena zdają sobie sprawę z tego, że jej wiedza o historii Mystic Falls pomoże im pozostać przy życiu. Sfrustrowana z powodu swojego związku z Mattem, Caroline znajduje sobie nową metodę pozyskania uwagi Donovana. Alaric wyjawia Jennie coś zaskakującego, a Katherine wyznaje Damonowi rzecz innej natury. Stefan i Bonnie starają się przekonać Jonasa i Lukę, że wszyscy powinni współpracować. Brak zaufania ze strony Jonasa prowadzi jednak do brutalnego oraz płomiennego starcia. |    |                          |                        |                  |                                          |                      |                                                   |
| 39 | 17 | Know Thy Enemy           | Poznaj swojego wroga   | Wendey Stanzler  | Mike Daniels                             | 7 kwietnia 2011      | 9 maja 2011 (nFilm) 9 lipca 2012 (TVN7)           |
| Elena i Alaric oboje rzucają się na Johna, kiedy niespodziewanie przybywa Isobel, pozostawiając Jennę w zdruzgotaniu. Bonnie pracuje z Damonem oraz Jeremym, aby odnaleźć zaklęcie, które potrzebują do zaczerpnięcia mocy z jej przodków. Zrozpaczona Caroline nie wie co zrobić z Mattem. Stefan i Damon zdają sobie sprawę, że mają nową sekretną broń. |    |                          |                        |                  |                                          |                      |                                                   |
| 40 | 18 | The Last Dance           | Ostatni taniec         | John Behring     | Michael Narducci                         | 14 kwietnia 2011     | 16 maja 2011 (nFilm) 16 lipca 2012 (TVN7)         |
| Podczas gdy liceum przygotowuje „Potańcówkę z lat 60″, Elena zaczyna dostawać niepokojące wiadomości od Klausa z niespotykanego źródła. Bonnie stara się utwierdzać Jeremy’ego w przekonaniu, że jest wystarczająca silna, by pomóc Elenie, ale zmartwiony Jeremy prosi o radę Stefana. Caroline namawia Matta, aby zabrał ją na potańcówkę. Spodziewając się, że Klaus pojawi się na uroczystości, Damon i Alaric biorą udział jako opiekunowie, jednak Klaus gra w skomplikowaną grę, która trzyma ich na krawędzi. W końcu Damon obmyśla plan działania, który wszystkich martwi i zaskakuje. |    |                          |                        |                  |                                          |                      |                                                   |
| 41 | 19 | Klaus                    | Klaus                  | Joshua Butler    | Kevin Williamson, Julie Plec             | 21 kwietnia 2011     | 23 maja 2011 (nFilm) 23 lipca 2012 (TVN7)         |
| Stefan i Damon są wściekli gdy odkrywają, że Elena sprzeciwiła się im obydwu w celu sprzymierzenia się z nowym sojusznikiem oraz przejęcia kontroli nad planem wymanewrowania Klausa. Nieporozumienie w kwestii tego jak chronić Elenę prowadzi do narastającego napięcia między braćmi Salvatore. W tym samym czasie Stefan ma pełne ręce, próbując ochronić przerażoną oraz zdezorientowaną Jennę. Retrospekcje do roku 1491 ujawniają sposób w jaki Katherine została przedstawiona Klausowi oraz Elijahowi oraz pochodzenie klątwy kamienia księżycowego. Elena odkrywa nową, szokującą informację na temat motywów Klausa. |    |                          |                        |                  |                                          |                      |                                                   |
| 42 | 20 | The Last Day             | Ostatni dzień          | J. Miller Tobin  | Andrew Chambliss, Brian Young            | 28 kwietnia 2011     | 30 maja 2011 (nFilm) 30 lipca 2012 (TVN7)         |
| Damon jest skłonny zabrnąć bardzo daleko by ochronić Elenę przed byciem ofiarą planu Klausa polegającego na przełamaniu klątwy. Działania Damona sprawiają, że on i Stefan angażują się w poważny konflikt. Napięcie, które zaczęło narastać między braćmi z powodu ich sprzecznych opinii na temat sposobu uratowania życia Eleny przeradza się w pełnowymiarowy konflikt. Po otrzymaniu niepokojącego telefonu Tyler powraca do Mystic Falls. Z pełnią księżyca wyznaczającą pojawienie się rytuału ofiary, Stefan i Elena spędzają razem romantyczny dzień. [Para] obawia się, że może on być ich ostatnim. |    |                          |                        |                  |                                          |                      |                                                   |
| 43 | 21 | The Sun Also Rises       | Słońce też wschodzi    | Paul M. Sommers  | Caroline Dries, Mike Daniels             | 5 maja 2011          | 6 czerwca 2011 (nFilm) 6 sierpnia 2012 (TVN7)     |
| Z nadejściem pełni księżyca, Elena stara przygotować się na to co zaplanował Klaus, zaś Tyler zmierza się ze swoją drugą przemianą. Pomimo nieoczekiwanego aktu odwagi, przerażające wydarzenia szybko wymykają się spod kontroli. Ostatecznie Damon wyznaje Stefanowi prawdę o nowym rozwoju sytuacji, z którym muszą się zmierzyć… |    |                          |                        |                  |                                          |                      |                                                   |
| 44 | 22 | As I Lay Dying           | Kiedy leżę umierając   | John Behring     | Turi Meyer, Al Septien, Michael Narducci | 12 maja 2011         | 13 czerwca 2011 (nFilm) 13 sierpnia 2012 (TVN7)   |
| Podczas gdy na rynku w Mystic Falls wyświetlane jest „Przeminęło z wiatrem”, wspomnienia Damona o Katherine z roku 1864 mieszają się z obecną rzeczywistością Eleny. Stefan osobiście płaci wysoką cenę za próbę powstrzymania tragedii, a szeryf Forbes popełnia śmiertelny błąd starając się wszystkich ocalić. Niejedno życie wisi na włosku, jako że konsekwencje rytuału ofiary okazują się mieć przerażające zakończenie. |    |                          |                        |                  |                                          |                      |                                                   |